# معهد موارد العدالة
معهد موارد العدالة (JRI) هو منظمة غير ربحية يقع مقرها في بوسطن في ولاية مساتشوستس توفر للمرضى غير المقيمين خدمات صحة نفسية خاصة يتم تقديمها للمحرومين، والذين لا يحصلون على خدمة والمتأثرين بشدة من الشباب والبالغين. ويستضيف معهد موارد العدالة مركز الصدمات، وهو برنامج موجه لعلاج اضطراب الكرب التالي للرضح.

## القيادة
- المدير التنفيذي: جوزيف سبينزولا
- المدير الطبي ومدير الأبحاث: بيزل فان دير كولك
- مدير التدريب والتعليم: مارجاريت بلوستاين
- مدير الخدمات العيادية: مارلا زوكر

## الخدمات المجتمعية
شارك معهد موارد العدالة في تقديم الخدمات التالية:
- إدارة حالات فيروس العوز المناعي البشري[4]
- علاج مرتكبي جرائم الاعتداء الجنسي (تم إلغاء ذلك في عام 2003)[5]
- خدمات الوصول إلى الشباب المتشرد[6]

## وصلات خارجية
- الموقع الرسمي

‌